# Sant Pere de Mont-ral
Sant Pere de Mont-ral és l'església parroquial de Mont-ral (Alt Camp) sota l'advocació de sant Pere ad Vincula. L'edifici d'origen romànic està protegit com a bé cultural d'interès local.

## Descripció
L'església parroquial de Mont-Ral està situada a la part més elevada del nucli. El conjunt actual presenta elements constructius pertanyents a diverses èpoques. S'inicià el segle xii. És d'una sola nau amb volta de canó, absis semicircular i diverses capelles posterior, una de les quals amb volta de creueria gòtica. La coberta és de teula a dues vessants. La porta d'accés, situada a la façana sud, és d'arc de mig punt adovellat, amb tres arquivoltes en degradació. A la façana nord, al costat de l'absis, s'eleva un campanar de dos cossos, el primer quadrat i el segon vuitavat, amb obertures d'arc de mig punt. Té coberta piramidal. Dos grans contraforts consoliden, a la façana sud, l'estructura de l'edifici. L'obra és feta de carreus ben escairats.

## Història
L'origen d'aquesta construcció es pot situar en el segle xii (1194), període del qual es conserven l'absis, la portalada i la base de campanar. Al llarg del temps s'hi han efectuat diverses obres d'ampliació i reforma. La més important es va realitzar durant el segle xviii, període en què es reconstruí la part superior del campanar.
La parròquia inclou l'església de Sant Andreu de Farena. Actualment està agrupada a la parròquia de l'Assumpció d'Alcover, adscrita a l'arxiprestat de l'Alt Camp de l'arquebisbat de Tarragona.